# Pietro Lorenzetti

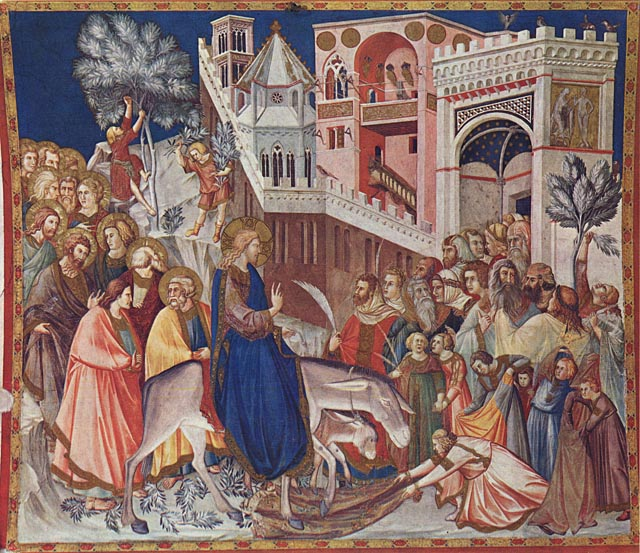
Pietro Lorenzetti - "Kristi intåg i Jerusalem" (1320-1330). Basilica inferiore di San Francesco, Assisi.

Pietro Lorenzetti, eller Pietro Laurati, född c:a 1280 i Siena, död 1348 i Siena, italiensk målare verksam i Siena omkring 1306-1346, tillhörde Sienaskolan.
Han och brodern Ambrogio Lorenzetti bidrog till att införa naturalism i den sienesiska konsten. I deras konstnärliga arbete och experiment med tredimensionella och rumsliga arrangemang föregick de renässanskonsten. Han influerades av Giovanni Pisano. Många av hans religiösa verk kan ses i kyrkor i Siena. 
Lorenzetti räknas till Sienaskolans främsta konstnärer under det tidiga 1300-talet. Med utgångspunkt i Duccios och Giottos konst anammade han Simone Martinis nyskapelser och bildhuggaren Giovanni Pisanos uttryckskraft. I motsats till sin bror Ambrogio skapade Pietro stränga och symmetriska scener i vilka han effektfullt infogar grupper av tredimensionella figurer. Hans måleri kännetecknas av en uppmärksam verklighetsiakttagelse och en fin känsla för de under dagen och året skiftande ljusförhållandena. Under sin senare skaparperiod utvecklade han till fullo sin berättartalang.
En biografi över Lorenzetti ingår i Giorgio Vasaris Berömda renässanskonstnärers liv (Delle Vite de' più eccellenti pittori, scultori, ed architettori) (1550).

## Kristi intåg i Jerusalem
Bland målarna i Siena är Pietro Lorenzetti den som ivrigast befattar sig med Giottos konst. Detta förhållande röjs av hans cykel med scener ur Kristi passion i den nedre basilikan i San Francesco i Assisi. Detta betydande verk kännetecknas av en förnäm och sträng regelbundenhet och effektfullt arrangerade figurgrupper i ett tredimensionellt rum. Den scen som visas här har infogats i en anspråksfull och komplex bakgrundsarkitektur.

## Verk (i urval)
- San Francesco (nedre basilikan), Assisi (1320-1330)
  - Kristi intåg i Jerusalem
  - Korsnedtagningen
- Polyptyk med Jungfru Maria och Jesusbarnet (c:a 1322), Pieve di Santa Maria, Arezzo
- Jungfru Marie födelse (1342), Museo dell'Opera Metropolitana, Siena